# Latrodectus hesperus
Latrodectus hesperus là một loài nhện trong họ Theridiidae.